# کارهای کثیف با کارمزدی کم
 «کارهای کثیف با کارمزدی کم» (به انگلیسی: Dirty Deeds Done Dirt Cheap) آلبومی از ای‌سی/دی‌سی است که در سال ۱۹۷۶ میلادی منتشر شد.